# Llista de platges de la Costa Occidental d'Astúries
La costa occidental del Principat d'Astúries constitueix un àmbit geogràfic de característiques uniformes al llarg de més de 70 km, des de la desembocadura del riu Nalón fins a la ria de l'Eo, on es poden trobar un conjunt de platges. Administrativament comprèn, d'est a oest, els municipis de Muros, Cudillero, Valdés, Navia, Cuaña, El Franco, Tapia de Casariego i Castropol, tot i que altres autors consideren que Muros entraria a formar part de la Costa Central asturiana.
La major part de les platges d'aquesta franja costanera presenten alguna protecció, ja sigui de la Xarxa Regional d'Espais Naturals Protegits del Principat d'Astúries (RRENP, creada arran de l'aprovació el 1994 del Pla d'Ordenació dels Recursos Naturals d'Astúries (PORNA)), en la qual s'estableixen quatre figures bàsiques de protecció d'espais naturals en l'àmbit regional: 
- Parc Natural,
- Reserva natural,
- Monument natural i
- Paisatge Protegit;

o de la xarxa europea d'espais protegits Natura 2000, la qual compta amb dues figures de protecció:
- Llocs d'Importància Comunitària (LIC), establerts per a la conservació dels hàbitats i tàxons d'interès europeu, recollits, i,
- Zones d'Especial Protecció per a les Aus (ZEPA), creades per la Directiva 79/409 / CEE (Directiva Aus)[4] per a la conservació de les espècies d'aus, incloses respectivament, en els annexos I i II de la Directiva comunitària 92/43 / CEE (Directiva Hàbitats)[5][1]

## Castropol
| Nom de la Platja              | Aspectes medioambientals                         | Sól i entorn                                                               | longitudxamplada(m) | Localització | concejo   | Coordenades                                           | Imatge |
| ----------------------------- | ------------------------------------------------ | -------------------------------------------------------------------------- | ------------------- | ------------ | --------- | ----------------------------------------------------- | ------ |
| Platja d'As Figueiras         | Vegetació a la Platja. Àrea protegida            | Sorra de gra fi i blanc. Urbana                                            | 290 x 20            | As Figueiras | Castropol | 43° 32′ 20″ N, 7° 01′ 33″ O / 43.538998°N,7.025886°O  |        |
| Platja d'Arnao d'As Figueiras | Vegetació a la platja. Àrea protegida, ZEPA, LIC | Sorra de gra fi i daurat, amb presència de afloraments rocosos. Semiurbana | 450 x 30            | As Figueiras | Castropol | 43° 32′ 06″ N, 7° 01′ 17″ O / 43.5348735°N,7.021379°O |        |
| Platja de Penarronda          | Vegetació a la platja. Monument natural          | Sorra de gra fi i daurat, amb presència de afloraments rocosos. Semiurbana | 800 x 315           | Barres       | Castropol | 43° 33′ 06″ N, 6° 59′ 47″ O / 43.55155°N,6.99636°O    |        |

## Cuaña
| Nom de la Platja             | Aspectes medioambientals                     | Sól i entorn                                                                 | longitudxamplada(m) | Localització | concejo | Coordenades                                          | Imatge |
| ---------------------------- | -------------------------------------------- | ---------------------------------------------------------------------------- | ------------------- | ------------ | ------- | ---------------------------------------------------- | ------ |
| Platja de Foxos              | Vegetació en la platja.ZEPA, LIC             | Jaç mixt, mixto, sorra de gra gruixut i fosc; presenta una menuda escullera. | 220 x 20            | Mouguías     | Cuaña   | 43° 33′ 22″ N, 6° 43′ 37″ O / 43.556137°N,6.726809°O |        |
| Platja d'Arnielles           | Vegetació en la platja.ZEPA, LIC             | Sorra fina i torradea                                                        | 110 x 42            | Foxos        | Cuaña   | 43° 33′ 36″ N, 6° 43′ 56″ O / 43.559931°N,6.732302°O |        |
| Platja d'Ortiguera           | Poca vegetació, sense protecció              | Escassa sorra                                                                | 50 x 8              | Ortiguera    | Cuaña   | 43° 33′ 38″ N, 6° 44′ 28″ O / 43.560553°N,6.741142°O |        |
| Platges d'Amarelle i La Isla | Poca vegetació, sense protecció              | Sorra de gra mitjà i gris. Aïllades                                          | 50 x 20             | Medal        | Cuaña   | 43° 33′ 48″ N, 6° 45′ 14″ O / 43.563228°N,6.754017°O |        |
| Platja A Figueira            | Vegetació en la platja.ZEPA, LIC             | Roca, grava i escassa sorra fosca                                            | 220 x 35            | Medal        | Cuaña   | 43° 33′ 40″ N, 6° 45′ 34″ O / 43.561237°N,6.75951°O  |        |
| Platja de La Coba            | Vegetació en la platja                       | Sorra gris de gra mitjà. Aïllada                                             | 105 x 10            | Villalocái   | Cuaña   | 43° 33′ 46″ N, 6° 45′ 47″ O / 43.562855°N,6.763029°O |        |
| Platja de Pedreyada          | Vegetació en la platja                       | Sorra gris de gra mitjà. Aïllada                                             | 200 x 10            | Villalocái   | Cuaña   | 43° 33′ 59″ N, 6° 45′ 53″ O / 43.5664409°N,6.76466°O |        |
| Platja de Collé              | Vegetació en la Platja                       | Sorra gris de gra mitjà. Aïllada                                             | 135 x 10            | Lloza        | Cuaña   | 43° 34′ 01″ N, 6° 46′ 16″ O / 43.566926°N,6.771097°O |        |
| Platja d'Aguiyón             | Sense vegetació, ni protecció                | Sorra gris de gra mitjà. Aïllada                                             | 375 x 20            | Lloza        | Cuaña   | 43° 33′ 52″ N, 6° 46′ 43″ O / 43.564472°N,6.778564°O |        |
| Platges de Cartavio i Torbas | Vegetació en la platja. Protecció. ZEPA, LIC | Grava i sorra de gra gris i fosc. Aïllades                                   | 110 x 20; 730 x 20  | Cartavio     | Cuaña   | 43° 33′ 20″ N, 6° 47′ 21″ O / 43.55564°N,6.789207°O  |        |
| Platges d'Armazá i El Barco  | Vegetació en la platja.ZEPA, LIC             | Roca, grava i escassa sorra fosca                                            | 310 x 20; 200 x 20  | Cartavio     | Cuaña   | 43° 33′ 18″ N, 6° 47′ 56″ O / 43.555036°N,6.798953°O |        |

## Cudillero
| Topònim                                 | Aspectes mediambientals                                                             | Sól i entorn                                            | longitud x amplada(m) | Localització  | concejo   | Coordenades                                          | Imatge |
| --------------------------------------- | ----------------------------------------------------------------------------------- | ------------------------------------------------------- | --------------------- | ------------- | --------- | ---------------------------------------------------- | ------ |
| Platja de La Conchiquina                | Vegetació a la platja. Protecció                                                    | Grava,roca i poca sorra gris de gra mitjà. Rural        | 105 x 17              | Aronces       | Cudillero | 43° 33′ 32″ N, 6° 08′ 02″ O / 43.558936°N,6.133804°O |        |
| Platja de La Corvera                    | Vegetació a la platja. Àrea protegida, ZEPA i LIC                                   | Pedres i poca sorra gris de gra mitjà. Rural            | 250 x 20              | Villademar    | Cudillero | 43° 34′ 01″ N, 6° 09′ 38″ O / 43.566928°N,6.160626°O |        |
| Platja de Las Rubias                    | Vegetació a la platja. Àrea protegida, ZEPA i LIC                                   | sorres feldespàtiques de gra mitjà. Rural               | 475 x 25              | Villademar    | Cudillero | 43° 34′ 02″ N, 6° 09′ 57″ O / 43.567208°N,6.165948°O |        |
| Platges de El Pomar, Cerrón i La Olla   | Vegetació a la platja. Àrea protegida.                                              | Pedrers. Platges quasi verges                           | 230 x 15              | El Reyallo    | Cudillero | 43° 33′ 58″ N, 6° 10′ 33″ O / 43.566026°N,6.175776°O |        |
| Platja de La Concha de Artedo           | Vegetació a la platja. Àrea protegida.ZEPA i LIC                                    | Sorra daurada de gra fi. Urbana                         | 760 x 55              | Soto de Luiña | Cudillero | 43° 33′ 46″ N, 6° 11′ 09″ O / 43.562699°N,6.185861°O |        |
| Platges de El Rebeón i de Castro        | Sense vegetació a la platja. Protegida                                              | Pedrer, sorra escassa i roques. Rural                   | 75 x 15 per ambdues   | Lamuño        | Cudillero | 43° 34′ 48″ N, 6° 11′ 36″ O / 43.580018°N,6.193242°O |        |
| Platges de Oleiros i Los Botes          | Vegetació a la platja (en el cas de Oleiros). Àrea protegida.ZEPA i LIC per ambdues | Pedres, sorra daurada i gruixuda. Aïllada               | 510 x 35; 170 x 30    | Salamir       | Cudillero | 43° 34′ 20″ N, 6° 12′ 10″ O / 43.572307°N,6.202769°O |        |
| Platja de San Pedro de La Ribera        | Vegetació a la platja. Àrea protegida.ZEPA i LIC                                    | Fines sorres daurades i pedres. Aïllada                 | 440 x 145             | Soto de Luiña | Cudillero | 43° 34′ 43″ N, 6° 13′ 17″ O / 43.578526°N,6.221523°O |        |
| Platja de El Castrillón                 | Sense vegetació. Àrea protegida.ZEPA i LIC                                          | Pedres entre sorres fosques de gra gruixut. Semiurbana  | 300 x 20              | Oviñana       | Cudillero | 43° 34′ 58″ N, 6° 13′ 32″ O / 43.582754°N,6.225557°O |        |
| Platges de Portiella i Puertochico      | Sense vegetació. Àrea protegida.ZEPA i LIC                                          | Escassa sorra clara de gra mitjà. Semiurbana            | 60 x 20; 55 x 40      | Oviñana       | Cudillero | 43° 35′ 10″ N, 6° 13′ 34″ O / 43.586111°N,6.226201°O |        |
| Platja de San Cidiello                  | Sense vegetació. Àrea protegida.ZEPA i LIC                                          | Códols, Pissarra, quars i escassa sorra fosca. Aïllada  | 450 x 20              | Oviñana       | Cudillero | 43° 35′ 16″ N, 6° 13′ 53″ O / 43.587852°N,6.231394°O |        |
| Platja de Mariayu                       | Sense vegetació. Protegida                                                          | Pedres entre sorra fosca de gra gruixut. Aïllada        | 175 x 18              | Oviñana       | Cudillero | 43° 35′ 25″ N, 6° 14′ 09″ O / 43.5904°N,6.235728°O   |        |
| Platja de Gradas                        | Vegetació a la platja. Àrea protegida, ZEPA, LIC                                    | Códols i grava. Aïllada                                 | 380 x 40              | Oviñana       | Cudillero | 43° 35′ 32″ N, 6° 14′ 27″ O / 43.592141°N,6.240749°O |        |
| Platja de Peña Doria                    | Sense vegetació. Àrea protegida, ZEPA, LIC                                          | Pedres. Aïllada                                         | 250 x 17              | Oviñana       | Cudillero | 43° 35′ 18″ N, 6° 14′ 33″ O / 43.58838°N,6.242552°O  |        |
| Platja de La Cueva                      | Vegetació a la platja. Àrea protegida, ZEPA, LIC                                    | Pedrer. Aïllada                                         | 390 x 32              | Oviñana       | Cudillero | 43° 35′ 01″ N, 6° 14′ 45″ O / 43.5835°N,6.245813°O   |        |
| Platja de La Vallina                    | Vegetació a la platja. Àrea protegida, ZEPA, LIC                                    | Sorra daurada de gra mitjà. Aïllada                     | 1320 x 15             | Valdredo      | Cudillero | 43° 34′ 44″ N, 6° 15′ 10″ O / 43.578899°N,6.252766°O |        |
| Platges de Los Campizales i El Carreiro | Sense vegetació. Protegida                                                          | Roques i sorra blanca i fina. Aïllada                   | 440x30; 75x30         | Albuerne      | Cudillero | 43° 34′ 36″ N, 6° 16′ 09″ O / 43.576722°N,6.269073°O |        |
| Platja de Albuerne                      | Vegetació a la platja. Àrea protegida, ZEPA, LIC                                    | Pedres i sorra blanca de gra mitjà. Aïllada             | 200 x 28              | Albuerne      | Cudillero | 43° 34′ 23″ N, 6° 16′ 30″ O / 43.573022°N,6.274867°O |        |
| Platja de Salencia                      | Vegetació a la platja. Àrea protegida, ZEPA, LIC                                    | Pedres i escassa sorra de gra gruixut i clar. Aïllada   | 150 x 30              | Novellana     | Cudillero | 43° 34′ 21″ N, 6° 16′ 44″ O / 43.572494°N,6.278901°O |        |
| Platja de L'Airín                       | Vegetació a la platja. Àrea protegida, ZEPA, LIC                                    | Pedres i escassa sorra de gra gruixut i clar. Aïllada   | 650 x 40              | Novellana     | Cudillero | 43° 34′ 10″ N, 6° 17′ 09″ O / 43.569509°N,6.28581°O  |        |
| Platges de El Riego i La Barquera       | Vegetació a la platja. Àrea protegida, ZEPA, LIC                                    | Pedres i escassa sorra de gra gruixut i fosc. Aïllades  | 10 x 3; 250 x 20      | Novellana     | Cudillero | 43° 34′ 10″ N, 6° 17′ 42″ O / 43.56954°N,6.294994°O  |        |
| Platja del Silencio                     | Vegetació a la platja. Àrea protegida, ZEPA, LIC                                    | Sorra fosca de gra gruixut. Aïllada.                    | 330 x 32              | Castañeras    | Cudillero | 43° 33′ 59″ N, 6° 17′ 42″ O / 43.566493°N,6.295123°O |        |
| Platja de la Ribera del Molín           | Vegetació a la platja. Àrea protegida, ZEPA, LIC                                    | Escassa sorra blanca de gra mitjà. Aïllada              | 200 x 25              | Castañera     | Cudillero | 43° 33′ 52″ N, 6° 18′ 01″ O / 43.564565°N,6.300316°O |        |
| Platges de Calabón i El Castro          | Vegetació a la platja. Àrea protegida, ZEPA, LIC                                    | Pedres i sorra de gra gruixut. Aïllada                  | 520 x 55; 110 x 15    | Santa Marina  | Cudillero | 43° 33′ 46″ N, 6° 18′ 27″ O / 43.562855°N,6.30744°O  |        |
| Platja de La Gueirúa                    | Vegetació a la platja. Àrea protegida, ZEPA, LIC                                    | Pedrer. Aïllada                                         | 200 x 60              | Santa Marina  | Cudillero | 43° 33′ 48″ N, 6° 18′ 42″ O / 43.563321°N,6.311603°O |        |
| Platja de Pumarín                       | Sense vegetació a la platja però catalogada com àrea protegida, ZEPA, LIC           | Pedrer amb escassa sorra blaquina de gra mitjà. Aïllada | 220 x 30              | Santa Marina  | Cudillero | 43° 33′ 47″ N, 6° 19′ 04″ O / 43.56301°N,6.317697°O  |        |
| Platja de Ribera l'Ouca                 | Vegetació escassa. Protegida                                                        | roques i escassa sorra clara de gra mitjà. Rural        | 130 x 35              | Santa Marina  | Cudillero | 43° 33′ 41″ N, 6° 19′ 16″ O / 43.561331°N,6.321173°O |        |
| Platja de Feduriento                    | Poca vegetació. Protegida                                                           | Escassa sorra clara de gra mitjà. Rural                 | 195 x 23              | Ballota       | Cudillero | 43° 33′ 42″ N, 6° 19′ 32″ O / 43.561673°N,6.32566°O  |        |
| Platja de Sienra                        | Poca vegetació. Protegida                                                           | Pedrer amb escassa sorra blaquina de gra mitjà. Aïllada | 350 x 80              | Ballota       | Cudillero | 43° 33′ 37″ N, 6° 19′ 44″ O / 43.560398°N,6.328983°O |        |
| Platja de El Destillo                   | Sense vegetació. Protegida                                                          | Pedrer. Aïllada                                         | 255 x 20              | Ballota       | Cudillero | 43° 33′ 34″ N, 6° 19′ 58″ O / 43.559465°N,6.33276°O  |        |
| Platja de Las Cabrilleras               | Sense vegetació. Protegida                                                          | Roca i sorres blanques de gra mitjà. Aïllada            | 310 x 25              | Ballota       | Cudillero | 43° 33′ 28″ N, 6° 20′ 10″ O / 43.557848°N,6.336236°O |        |
| Platja de Ballota                       | Vegetació a la platja. Àrea protegida, ZEPA, LIC                                    | Pedres i sorra grisa de gra gruixut. Aïllada            | 1820 x 20             | Ballota       | Cudillero | 43° 33′ 14″ N, 6° 20′ 40″ O / 43.553836°N,6.344478°O |        |

## El Franco
| Nom de la Platja     | Aspectes medioambientals         | Sól i entorn                                  | longitudxamplada(m) | Localització  | concejo   | Coordenades                                          | Imatge |
| -------------------- | -------------------------------- | --------------------------------------------- | ------------------- | ------------- | --------- | ---------------------------------------------------- | ------ |
| Platja de Castello   | Vegetació a la platja. ZEPA, LIC | Sorra de gra mitjà i fosc. Semiurbana         | 400 x 20            | A Caridá      | El Franco | 43° 33′ 15″ N, 6° 48′ 41″ O / 43.554193°N,6.811395°O |        |
| Platja de Cambaredo  | SEnse vegetació. Protegida.      | Sorra gris de mida gruixuda i roques. Aïllada | 220 x 20            | A Caridá      | El Franco | 43° 33′ 22″ N, 6° 49′ 05″ O / 43.556168°N,6.818175°O |        |
| Platja de Riboira    | Sense vegetació. Protegida.      | Pedres i escassa sorra gris. Aïllada          | 280 x 15            | A Caridá      | El Franco | 43° 33′ 35″ N, 6° 49′ 12″ O / 43.559605°N,6.820085°O |        |
| Platja de La Calina  | Sense vegetació. Protegida.      | Sorra gris i pedres. Aïllada                  | 10 x 5              | A Caridá      | El Franco | 43° 33′ 49″ N, 6° 49′ 31″ O / 43.56371°N,6.825235°O  |        |
| Platja de Pormenande | Vegetació a la platja. ZEPA, LIC | Sorra de gra gruixut i fosc. Semiurbana       | 190 x 15            | A Caridá      | El Franco | 43° 33′ 50″ N, 6° 49′ 37″ O / 43.563896°N,6.82708°O  |        |
| Platja de Viavélez   | Sense vegetació. Protegida       | Sorra fosca de gra mitjà. Urbana              | 90 x 3              | El Porto      | El Franco | 43° 33′ 52″ N, 6° 50′ 21″ O / 43.564487°N,6.839032°O |        |
| Platja de Monellos   | Vegetació a la platja. ZEPA, LIC | Pedrer. Aïllada                               | 105 x 20            | San Polayo    | El Franco | 43° 33′ 44″ N, 6° 51′ 09″ O / 43.562357°N,6.852379°O |        |
| Platja de Torbas     | Vegetació a la platja. ZEPA, LIC | Sorra fosca de gra mitjà. Aïllada.            | 42 x 12             | Valdepares    | El Franco | 43° 33′ 51″ N, 6° 51′ 11″ O / 43.564285°N,6.85298°O  |        |
| Platja de Porcía     | Vegetació a la platja. ZEPA, LIC | Sorra fosca de gra mitjà. Semiurbana          | 240 x 69            | Campos-Salave | El Franco | 43° 33′ 43″ N, 6° 52′ 34″ O / 43.561937°N,6.876047°O |        |

## Navia
| Nom de la Platja                                    | Aspectes mediambientals                               | Sól i entorn                                                | longitud x amplada(m) | Localització      | concejo | Coordenades                                          | Imatge |
| --------------------------------------------------- | ----------------------------------------------------- | ----------------------------------------------------------- | --------------------- | ----------------- | ------- | ---------------------------------------------------- | ------ |
| Platges de Puerto Chico i la Romanela               | Sense vegetació. Protegida.                           | Pedrers. Aïllades                                           | 30 x 6                | Vigo, La Romanela | Navia   | 43° 34′ 17″ N, 6° 37′ 37″ O / 43.571437°N,6.626816°O |        |
| Platges de Asteiro, Canares i El Pariso             | Sense vegetació. Protegida.                           | Pedrers. Aïllades                                           | 25 x 6                | Vigo              | Navia   | 43° 34′ 05″ N, 6° 37′ 55″ O / 43.568048°N,6.632051°O |        |
| Platges de El Castillo, El Mantecón i La Isla       | Sense vegetació. Protegida.                           | Pedrers. Aïllades                                           | 55 x 5                | Santa Marina      | Navia   | 43° 34′ 07″ N, 6° 38′ 27″ O / 43.568638°N,6.64072°O  |        |
| Platja de Las Loseras i La Friera                   | Vegetació a la platja. ZEPA, LIC                      | Pedrer. Aïllada                                             | 50 x 25, 190 x 5      | Santa Marina      | Navia   | 43° 33′ 58″ N, 6° 39′ 13″ O / 43.566244°N,6.653552°O |        |
| Platja de El Picón                                  | Poca vegetació. Protegida.                            | Sorra fosca de gra gruixut. Aïllada.                        | 25 x 10               | Santa Marina      | Navia   | 43° 33′ 58″ N, 6° 39′ 22″ O / 43.56612°N,6.65617°O   |        |
| Platja de la Isla (Navia)                           | Un xic de vegetació. Protegida.                       | pedrer. Aïllada                                             | 290 x 10              | Santa Marina      | Navia   | 43° 34′ 01″ N, 6° 39′ 34″ O / 43.566866°N,6.659346°O |        |
| Platges de El Castiel i Gamonedo                    | Un xic de vegetació. Protegida.                       | Jaç rocós sense sorra. Aïllada                              | 300 x 10; 145 x 5     | Soriana           | Navia   | 43° 33′ 48″ N, 6° 40′ 10″ O / 43.563197°N,6.669474°O |        |
| Platja de Frexulfe                                  | Vegetació. Protecció Monument natural, ZEPA, LIC      | Sorra de gra fi i torrat. Semiurbana                        | 820 x 90              | Frexulfe          | Navia   | 43° 33′ 33″ N, 6° 40′ 28″ O / 43.559185°N,6.674495°O |        |
| Platja de Fabal                                     | Poca vegetació. ZEPA, LIC                             | Sorra de gra mitjà i torrat. Aïllada                        | 140 x 45              | Teifaros          | Navia   | 43° 33′ 35″ N, 6° 41′ 29″ O / 43.559714°N,6.691275°O |        |
| Platja de Teifaros                                  | Vegetació en la platja                                | Roques sense sorra. Aïllada                                 | 450 x 55              | Teifaros          | Navia   | 43° 33′ 40″ N, 6° 41′ 38″ O / 43.561237°N,6.693935°O |        |
| Platja de Coedo                                     | Vegetació en la platja.ZEPA, LIC                      | Arena oscura y grano grueso. Rural                          | 50 xc 30              | Las Cortinas      | Navia   | 43° 33′ 38″ N, 6° 41′ 54″ O / 43.560429°N,6.698399°O |        |
| Platges de las Cascareiras, El Barroso i las Rubias | Vegetació escassa en la platja, abundant a la rodalia | Escassa sorra, roca i còdols                                | (350, 225, 225) x 25  | Navia(parròquia)  | Navia   | 43° 33′ 39″ N, 6° 42′ 52″ O / 43.560833°N,6.714492°O |        |
| Platja del Moro (Navia)                             | Vegetació en la platja.ZEPA, LIC                      | Sorra fosca de gra gruixut de pissarra i sílice. Semiurbana | 200 x 15              | Navia (parròquia) | Navia   | 43° 33′ 29″ N, 6° 43′ 04″ O / 43.558065°N,6.717668°O |        |
| Platja de Navia                                     | Vegetació en la platja.ZEPA, LIC                      | Sorra fosca de gra gruixut. Semiurbana.                     | 330 x 55              | Navia (parròquia) | Navia   | 43° 33′ 19″ N, 6° 43′ 20″ O / 43.555173°N,6.722174°O |        |

## Tapia de Casariego
| Nom de la Platja                           | Aspectes medioambientals               | Sól i entorn                                              | longitudxamplada(m) | Localització       | concejo            | Coordenades                                          | Imatge |
| ------------------------------------------ | -------------------------------------- | --------------------------------------------------------- | ------------------- | ------------------ | ------------------ | ---------------------------------------------------- | ------ |
| Platja d'El Figo                           | Vegetació a la platja. ZEPA, LIC       | Sorra de gra mitjà i fosc. Aïllada                        | 200 x 42            | Salave             | Tapia de Casariego | 43° 33′ 58″ N, 6° 54′ 28″ O / 43.566244°N,6.907654°O |        |
| Platja de Las Poleas                       | Sense vegetació. Protegida             | Sorra fosca de gra gruixut i roques. Semiurbana           | 120 x 12            | San Antonio        | Tapia de Casariego | 43° 34′ 15″ N, 6° 55′ 27″ O / 43.570784°N,6.924305°O |        |
| Platja de Represas                         | Vegetació a la platja. ZEPA, LIC       | Escassa sorra torrada de gra gruixut i roques. Semiurbana | 330 x 25            | Tapia de Casariego | Tapia de Casariego | 43° 34′ 12″ N, 6° 56′ 22″ O / 43.569975°N,6.939325°O |        |
| Platges d'Anguileiro, La Furada i San Blas | Vegetació a la platja. ZEPA, LIC       | Sorra de gra fi i clar. Urbana                            | 410 x 400           | Tapia de Casariego | Tapia de Casariego | 43° 33′ 50″ N, 6° 56′ 55″ O / 43.563943°N,6.948509°O |        |
| Platja d'El Murallón                       | Vegetació a la platja. ZEPA, LIC       | Sorra de gra fi i clar. Urbana                            | 75 x 40             | Tapia de Casariego | Tapia de Casariego | 43° 34′ 06″ N, 6° 56′ 53″ O / 43.568308°N,6.948124°O |        |
| Platja de la Reburdia                      | Sense vegetació a la platja. ZEPA, LIC | Sorra de gra fi i daurat. Semiurbana                      | 50 x 10             | Tapia de Casariego | Tapia de Casariego | 43° 34′ 00″ N, 6° 57′ 11″ O / 43.566679°N,6.953144°O |        |
| Platja de la Paloma                        | Vegetació a la platja. ZEPA, LIC       | Sorra fina de color clar. Aïllada                         | 200 x 45            | Tapia de Casariego | Tapia de Casariego | 43° 33′ 43″ N, 6° 57′ 25″ O / 43.561859°N,6.957049°O |        |
| Platja d'El Calambre                       | Sense vegetació. Protegida             | Roques i escassa sorra fosca. Aïllada                     | 110 x 10            | El Calambre        | Tapia de Casariego | 43° 33′ 36″ N, 6° 57′ 51″ O / 43.560025°N,6.964216°O |        |
| Platja de Serantes                         | Vegetació a la platja. ZEPA, LIC       | Sorra de gra mitjà i torrat, amb roques. Aïllada          | 200 x 142           | Serantes           | Tapia de Casariego | 43° 33′ 19″ N, 6° 58′ 28″ O / 43.555266°N,6.974559°O |        |
| Platja de Mexota                           | Vegetació a la platja. ZEPA, LIC       | Sorra fina i blanca. Aïllada                              | 240 x 60            | Santa Gadea        | Tapia de Casariego | 43° 33′ 29″ N, 6° 58′ 54″ O / 43.557972°N,6.981769°O |        |
| Platja de Pantorga                         | Vegetació a la platja. ZEPA, LIC       | Sorra fosca. Semiurbana                                   | 220 x 50            | Santa Gadea        | Tapia de Casariego | 43° 33′ 20″ N, 6° 59′ 20″ O / 43.555546°N,6.988785°O |        |

## Valdés
| Nom de la Platja                       | Aspectes medioambientals                         | Sól i entorn                                                    | longitudxamplada(m) | Localització  | concejo | Coordenades                                          | Imatge |
| -------------------------------------- | ------------------------------------------------ | --------------------------------------------------------------- | ------------------- | ------------- | ------- | ---------------------------------------------------- | ------ |
| Platja de Tablizo                      | Vegetació a la platja. Àrea protegida, ZEPA, LIC | Sorres feldespàtiques fiosques de gra mitjà. Aïllada            | 230 x 12            | Tablizo       | Valdés  | 43° 33′ 05″ N, 6° 21′ 33″ O / 43.55125°N,6.35928°O   |        |
| Platja de Ribón                        | Vegetació a la platja. Àrea protegida, ZEPA, LIC | Pedres i escassa sorra de gra mitjà i daurat,. Aïllada          | 160 x 27            | Ribón         | Valdés  | 43° 33′ 05″ N, 6° 22′ 01″ O / 43.551285°N,6.36692°O  |        |
| Platja de Cadavéu                      | Vegetació a la platja. Àrea protegida, ZEPA, LIC | Pedres i sorra de gra mitjà i clar. Semiurbana                  | 440 x 45            | Cadavéu       | Valdés  | 43° 33′ 05″ N, 6° 22′ 18″ O / 43.551472°N,6.371727°O |        |
| Platja de Los Castros                  | Poca vegetació. Protegida                        | Grava. Rural                                                    | 210 x 25            | Cadavéu       | Valdés  | 43° 33′ 20″ N, 6° 22′ 13″ O / 43.555615°N,6.370268°O |        |
| Platja de Churín                       | Vegetació a la platja. Àrea protegida, ZEPA, LIC | Pedrer amb molt poca sorra de gra gruixut i gris. Aïllada       | 670 x 22            | Cadavéu       | Valdés  | 43° 33′ 16″ N, 6° 22′ 30″ O / 43.554396°N,6.375074°O |        |
| Platja de Fontaniecha                  | Vegetació a la platja. Àrea protegida, ZEPA, LIC | Pedres i escassísima sorra grisa. Aïllada                       | 150 x 20            | Cadavéu       | Valdés  | 43° 33′ 23″ N, 6° 23′ 10″ O / 43.556324°N,6.386061°O |        |
| Platja de Campiechos                   | Vegetació a la platja. Àrea protegida, ZEPA, LIC | Pedres i escassa sorra grisa. Rural                             | 450 x 26            | Cadavéu       | Valdés  | 43° 33′ 30″ N, 6° 23′ 38″ O / 43.558376°N,6.393957°O |        |
| Platja de Quintana                     | Vegetació a la platja. Àrea protegida, ZEPA, LIC | Pedrer amb escassa sorra fosca de gra mitjà. Aïllada            | 525 x 25            | Quintana      | Valdés  | 43° 33′ 21″ N, 6° 24′ 17″ O / 43.555764°N,6.404686°O |        |
| Platja de La Estaca                    | Vegetació a la platja. Àrea protegida, ZEPA, LIC | Plaques de pedra amb escassa sorra fosca de gra mitjà. Aïllada. | 550 x 35            | San Cristóbal | Valdés  | 43° 33′ 13″ N, 6° 25′ 14″ O / 43.553587°N,6.420565°O |        |
| Platges de Cutín i Los Molinos         | Vegetació a la platja. Àrea protegida, ZEPA, LIC | Pedrers amb escassa sorra fosca de gra gruixut. Aïllades        | 750 x 25; 200 x 20  | Querúas       | Valdés  | 43° 33′ 14″ N, 6° 25′ 58″ O / 43.553773°N,6.432796°O |        |
| Platja de Santa Ana                    | Vegetació a la platja. Àrea protegida, ZEPA, LIC | Pedrer amb escassa sorra fosca de gra gruixut. Aïllada          | 360 x 17            | Querúas       | Valdés  | 43° 33′ 22″ N, 6° 26′ 21″ O / 43.556013°N,6.439233°O |        |
| Platja de Chouréu                      | Sense vegetació. Protegida                       | Roca i pedres soltes de gran mesura. Aïllada                    | 660 x 28            | Querúas       | Valdés  | 43° 33′ 32″ N, 6° 26′ 37″ O / 43.558967°N,6.443524°O |        |
| Platja de Punxéu                       | Vegetació a la platja. Àrea protegida, ZEPA, LIC | sorra de gra gruixut i fosc. Aïllada                            | 800 x 18            | Querúas       | Valdés  | 43° 33′ 38″ N, 6° 26′ 54″ O / 43.56046°N,6.448374°O  |        |
| Platja de Barchinas                    | Sense vegetació. Protegida                       | Còdols i afloraments rocosos. Aïllada.                          | 310 x 20            | Caneiru       | Valdés  | 43° 33′ 49″ N, 6° 27′ 32″ O / 43.563632°N,6.458759°O |        |
| Platja El Serrón                       | Vegetació a la platja. Àrea protegida, ZEPA, LIC | És un pedrer. Aïllada                                           | 400 x 30            | Busto         | Valdés  | 43° 34′ 07″ N, 6° 27′ 50″ O / 43.568576°N,6.463952°O |        |
| Platja del Cabo                        | Poca vegetació. Protegida                        | pedres amb sorra de gra gruixut i clar. Aïllada                 | 220 x 35            | Busto         | Valdés  | 43° 34′ 09″ N, 6° 28′ 16″ O / 43.569105°N,6.471033°O |        |
| Platja del Bozo                        | Vegetació a la platja. Àrea protegida, ZEPA, LIC | Còdols amb sorra de gra gruixut i fosca. Aïllada                | 270 x 45            | Busto         | Valdés  | 43° 33′ 50″ N, 6° 28′ 21″ O / 43.563943°N,6.472621°O |        |
| Platja de El Cuerno (Valdés)           | Vegetació a la platja. Protegida                 | Sorres torrades i pedres. Aïllada                               | 80 x 10             | Busto         | Valdés  | 43° 33′ 42″ N, 6° 28′ 26″ O / 43.561611°N,6.47378°O  |        |
| Platja de la Herbosa                   | Vegetació a la platja. Àrea protegida, ZEPA, LIC | Sorres fosques de grfa gruixut i pedres. Aïllada                | 380 x 25            | Busto         | Valdés  | 43° 33′ 34″ N, 6° 28′ 25″ O / 43.559434°N,6.473608°O |        |
| Platges de Las Imeas i Los Cantones    | Vegetació a la platja. Àrea protegida            | Roques i sorra de gra gruixut i torrat. Aïllades                | 25 x 10             | Busto         | Valdés  | 43° 33′ 15″ N, 6° 28′ 21″ O / 43.554302°N,6.472578°O |        |
| Platja de Cueva                        | Vegetació a la platja. Àrea protegida, ZEPA, LIC | Pedres amb sorra de gra gruixut i torrat. Semiurbana            | 580 x 210           | Cueva         | Valdés  | 43° 33′ 00″ N, 6° 28′ 22″ O / 43.549917°N,6.47275°O  |        |
| Platja de Picón                        | Vegetació a la platja. Àrea protegida, ZEPA, LIC | Pedres i sorra de gra mitjà i torrat. Aïllada                   | 30 x 10             | Caroyas       | Valdés  | 43° 33′ 08″ N, 6° 28′ 58″ O / 43.552249°N,6.482792°O |        |
| Platja de Los Molinos de Barcia        | Vegetació a la platja. Àrea protegida, ZEPA, LIC | Pedres i sorra de gra gruixut i fosc. Aïllada                   | 200 x 20            | Barcia        | Valdés  | 43° 32′ 56″ N, 6° 29′ 19″ O / 43.548766°N,6.488585°O |        |
| Platja de La Polea                     | Vegetació a la platja. Àrea protegida            | Pedres xicotetes amb sorra de gra gruixut i fosc. Aïllada       | 240 x 30            | Barcia        | Valdés  | 43° 32′ 57″ N, 6° 30′ 17″ O / 43.549264°N,6.504679°O |        |
| Platja de La Escaladina                | Vegetació a la platja. Àrea protegida, ZEPA, LIC | pedres, escassa sorra i afloraments rocosos. Aïllada            | 210 x 12            | Barcia        | Valdés  | 43° 32′ 58″ N, 6° 30′ 29″ O / 43.549575°N,6.50794°O  |        |
| Platja de Portizuelo                   | Vegetació a la platja. Àrea protegida, ZEPA, LIC | Pedres de quarcita i escassísima sorra. Semiurbana              | 220 x 22            | Villar        | Valdés  | 43° 32′ 52″ N, 6° 31′ 06″ O / 43.547895°N,6.518197°O |        |
| Platja de la Llosera                   | Vegetació a la platja. Àrea protegida, ZEPA, LIC | Pedres amb escassa sorra de gra gruixut i fosc. Aïllada.        | 170 x 25            | Villar        | Valdés  | 43° 33′ 00″ N, 6° 31′ 24″ O / 43.55001°N,6.523261°O  |        |
| Platja del Enguilo                     | Vegetació a la platja. Àrea protegida, ZEPA, LIC | Sorra fosca i gruixuda. Semiurbana                              | 155 x 15            | Villar        | Valdés  | 43° 32′ 57″ N, 6° 31′ 37″ O / 43.549295°N,6.527038°O |        |
| Platja de Las Arreas                   | Vegetació a la platja. Àrea protegida, ZEPA, LIC | Pedres i escassa sorra fosca de gra mitjà. Aïllada.             | 200 x 15            | Ḷḷuarca       | Valdés  | 43° 32′ 53″ N, 6° 31′ 53″ O / 43.547926°N,6.531501°O |        |
| Platja de Ḷḷuarca                      | Vegetació a la platja. Àrea protegida, ZEPA, LIC | Sorra fina i fosca. urbana                                      | 480 x 42            | Ḷḷuarca       | Valdés  | 43° 32′ 45″ N, 6° 32′ 12″ O / 43.545812°N,6.536608°O |        |
| Platja de Salinas o tercera de Ḷḷuarca | Vegetació a la platja. Àrea protegida, ZEPA, LIC | sorra fosca i de gra mitjà. Urbana                              | 250 x 75            | Ḷḷuarca       | Valdés  | 43° 32′ 56″ N, 6° 31′ 57″ O / 43.548851°N,6.532596°O |        |
| Platja del Castiel                     | Vegetació a la platja. Àrea protegida, ZEPA, LIC | Roques amb quasi inexisten sorra. Aïllada                       | 50 x 37             | El Chano      | Valdés  | 43° 33′ 06″ N, 6° 32′ 32″ O / 43.551783°N,6.542358°O |        |
| Platja de Taurán                       | Vegetació a la platja. Àrea protegida, ZEPA, LIC | Sorra fosca i gruixuda. Aïllada                                 | 60 x 65             | San Martín    | Valdés  | 43° 33′ 01″ N, 6° 33′ 28″ O / 43.550259°N,6.557851°O |        |
| Platja de Turbeiriza                   | Vegetació a la platja. Àrea protegida, ZEPA, LIC | Roques amb escassísima sorra. Aïllada                           | 30 x 20             | La Caleya     | Valdés  | 43° 33′ 11″ N, 6° 35′ 28″ O / 43.553151°N,6.591196°O |        |
| Platja d'Outur                         | Vegetació a la platja. Àrea protegida, ZEPA, LIC | Sorra fosca de gra mitjà. Semirural                             | 600 x 180           | Outur         | Valdés  | 43° 33′ 08″ N, 6° 35′ 51″ O / 43.552343°N,6.597548°O |        |
| Platja de Sabugo                       | Vegetació a la platja. Àrea protegida, ZEPA, LIC | Sorra fosca de gra mitjà. Aïllada                               | 200 x 55            | Sabugo        | Valdés  | 43° 33′ 22″ N, 6° 36′ 12″ O / 43.556075°N,6.603212°O |        |
| Platja de Barayo                       | Vegetació a la platja. Àrea protegida, ZEPA, LIC | Sorra fosca de gra fi. Aïllada                                  | 670 x 85            | Vigo          | Valdés  | 43° 33′ 42″ N, 6° 36′ 55″ O / 43.561548°N,6.615143°O |        |